# جیهان راجب
جیهان راجب (عربی: جهان راجب؛ ۱۹۳۴ – ۵ آوریل ۲۰۱۵) نویسنده کویتی‌تبار برزیلی الاصل اهل انگلستان بود.
او در سال ۱۹۸۰ موزه طارق راجب را تأسیس کرد.
او نویسنده کتاب حمله به کویت(شرح زندگی در کویت در زمان حمله عراق) بود.
 راجب در سال ۲۰۱۵ درگذشت.